# August Englas
August Pietrowicz Englas (ros. Аугуст Петрович Энглас; ur. 15 stycznia 1925 w Pühajärve, zm. 21 marca 2017 w Tallinnie) – radziecki zapaśnik walczący w obu stylach. Olimpijczyk z Helsinek 1952, gdzie zajął czwarte miejsce w kategorii 87 kg, w stylu wolnym.
Mistrz świata w 1953 i 1954 roku. Jedyny radziecki zapaśnik, który został mistrzem świata w zapasach w stylu wolnym i klasycznym.
Mistrz ZSRR w 1949, 1950, 1951, 1952 i 1954. Pierwszy w stylu klasycznym w 1951 i 1953. Zakończył karierę sportową w 1958 roku. W latach 1957–1980 pracował jako trener w Tallinnie. Sędzia. Honorowy obywatel Tallinna (1966). Honorowy członek Estońskiego Komitetu Olimpijskiego.